# 사부리 신

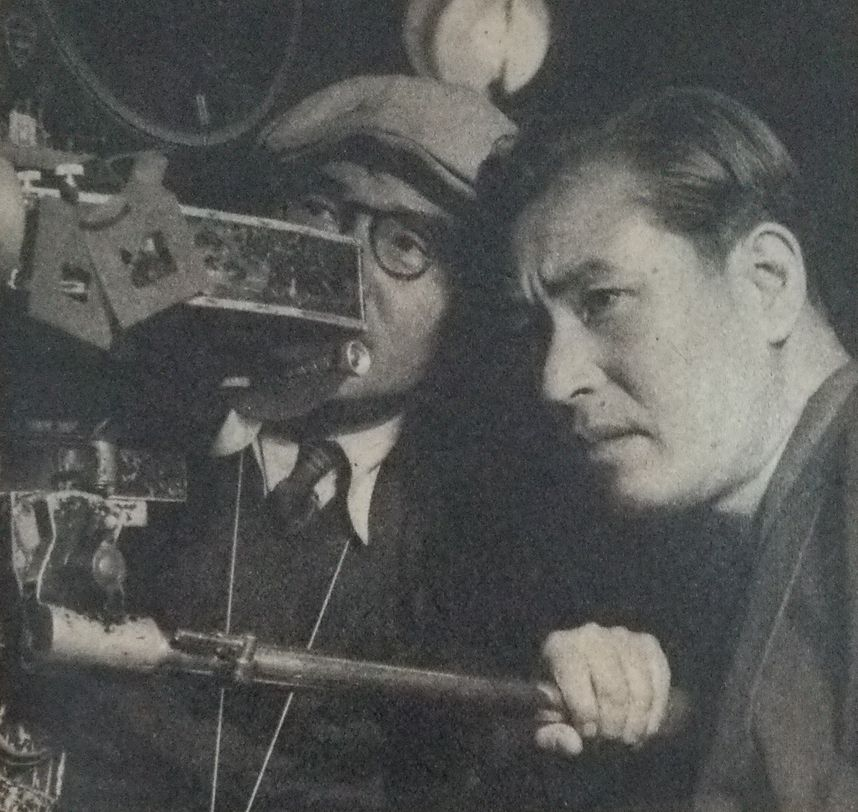

사부리 신(Shin Saburi, 1909년 2월 12일 ~ 1982년 9월 22일)은 일본의 영화 감독, 배우이다.
우타시나이시에서 태어났으며 이타바시구에서 사망하였다. 사인은 간암이다.

## 영화
- 불타는 가을 (1979년)
- 옥문도 (1977년)
- 화석 (1975년)
- 화려한 일족 (1974년)
- 모래 그릇 (1974년)
- 가을 햇살 (1960년)
- 범람 (1959년)
- 너와 나의 이야기 - 안녕 오늘은 (1959년)
- 달맞이꽃 (1958년)
- 오차즈케의 맛 (1952년)
- 아버지가 있었다 (1942년)
- 도다가의 형제 자매들 (1941년)
- 사랑의 나무 (1938년)
- 안마와 여자 (1938년)
- 인생의 짐 (1935년)